# 안동장 (음식점)
안동장은 대한민국 서울에 있는 유서 깊은 한국식 중식당이다. 1948년에 설립된 이래 서울에서 가장 오랫동안 운영되고 있는 한국식 중식당이다. 가족 사업으로 이어져 현재 3대째 운영되고 있다. 서울미래유산으로 지정되어 있다.
이 식당은 중국 내전을 피해 온 중국 이민자들이 세웠다. 이들은 처음에 인천에 정착했다. 식당 이름은 조상들의 고향인 산둥성의 한 지역 이름을 따서 지었다. 처음에는 현재 CGV 피카디리 1958 근처에 있었지만, 1950년대 종로구 재개발로 인해 이전했다. 1956년 현재의 을지로로 이전했으며, 1964년에 사업자 등록을 마쳤다. 원래 3층짜리 목조 건물이었으나, 여러 번의 리노베이션을 거쳐 지하 1층, 지상 5층 건물로 확장되었다.
대표 메뉴는 굴 짬뽕으로 알려져 있다.